# Lagunilla, Spanien
Lagunilla är en kommunhuvudort i Spanien.   Den ligger i provinsen Provincia de Salamanca och regionen Kastilien och Leon, i den centrala delen av landet, 190 km väster om huvudstaden Madrid. Lagunilla ligger 925 meter över havet och antalet invånare är 557.
Terrängen runt Lagunilla är huvudsakligen kuperad. Lagunilla ligger uppe på en höjd. Runt Lagunilla är det glesbefolkat, med 20 invånare per kvadratkilometer. Närmaste större samhälle är Béjar, 18,9 km öster om Lagunilla. Omgivningarna runt Lagunilla är huvudsakligen savann.